# Jean Tabary
Jean Tabary (Stoccolma, 5 marzo 1930 – Pont-l'Abbé-d'Arnoult, 18 agosto 2011) è stato un fumettista francese.
È noto per creato le storie a fumetti e del cartone animato Iznogoud. 
Ha collaborato con René Goscinny, creatore di Asterix, dal 1962 fino alla sua morte nel 1977.
Negli anni '70, dopo la morte di Goscinny, Tabary ha continuato a scrivere le storie di Iznogoud.